# Cleora albibasis
Cleora albibasis är en fjärilsart som beskrevs av W. Warren 1896. Cleora albibasis ingår i släktet Cleora och familjen mätare. Inga underarter finns listade i Catalogue of Life.